# Madagaskar-hondskopboa
De Madagaskar-hondskopboa (Sanzinia madagascariensis) is een slang uit de familie reuzenslangen (Boidae).

## Naam en indeling
De soort werd voor het eerst wetenschappelijk beschreven door Duméril en Bibron in 1844. Oorspronkelijk werd de wetenschappelijke naam Xiphosoma madagascariensis gebruikt. De slang werd door de jaren heen aan verschillende geslachten toegekend, zoals Corallus en Boa.
Het was lange tijd de enige soort uit het toenmalige monotypische geslacht Sanzinia. Tot recentelijk (2014) werden er twee ondersoorten erkend: Sanzinia madagascariensis madagascariensis en Sanzinia madagascariensis volontany. Deze laatste ondersoort wordt tegenwoordig echter als een aparte soort beschouwd.

## Verspreiding en habitat
De Madagaskar-hondskopboa leeft in bossen in delen van Afrika en meer specifiek het oostelijk gelegen eiland Madagaskar en het nabij gelegen eilandje Nosy Be.
De habitat bestaat uit tropische en subtropische bossen, zowel droge bossen als vochtige laaglandbossen, daarnaast komt de slang ook voor in (sub)tropische vochtige scrublands. Ook in door de mens aangepaste streken zoals plantages, landelijke tuinen en aangetaste bossen kan de soort worden aangetroffen. De Madagaskar-hondskopboa wordt gevonden van zeeniveau tot op een hoogte van ongeveer 1300 meter boven zeeniveau.

## Beschermingsstatus
Door de internationale natuurbeschermingsorganisatie IUCN is de beschermingsstatus 'veilig' toegewezen (Least Concern of LC).